# Список умерших в 1076 году
В этой статье представлен список известных людей, умерших в 1076 году.
См. также: Категория:Умершие в 1076 году

## Февраль
- 27 февраля — Годфрид Горбатый — герцог Нижней Лотарингии (как Готфрид III), герцог Сполето (как Готфрид II), граф Вердена (как Готфрид IV), маркграф Антверпена (как Готфрид IV), маркграф Тосканы (как Готфрид II) с 1069 года

## Март
- 18 марта — Ирменгарда Анжуйская — герцогиня-консорт Бургундии (1048—1076), жена герцога Роберта I Старого
- 21 марта — Роберт I Старый — герцог Бургундии с 1032 года, родоначальник Старшего Бургундского дома

## Апрель
- 18 апреля — Беатрис де Бар — маркграфиня-консорт Тосканы и герцогиня-консорт Сполето (1037—1052), жена Бонифация III Каносского, регент Тосканы и Сполето (с 1052).
- 28 апреля — Свен II Эстридсен — король Дании.

## Май
- 25 мая — Рамон Беренгер I Старый — граф Барселоны и Жироны с 1035 года, граф Каркасона и Разеса с 1067 года.
- 31 мая — Вальтеоф — англосаксонский аристократ, первый граф Хантингдон (1065—1075), граф Нортумбрии (как Вольтеоф II) (1072—1075). Казнён

## Июнь
- 4 июня — Санчо IV Пеньяленский — король Наварры с 1054 года. Убит

## Октябрь
- 30 октября — Ибн Хайян аль-Куртуби — арабский историк.

## Декабрь
- 27 декабря — Святослав Ярославич — князь Черниговский (1054—1073), великий князь Киевский (1073—1076)

## Дата неизвестна или требует уточнения
- Абу-ль-Хасан аль-Вахиди — исламский учёный-богослов, толкователь Корана и асбаб ан-нузуля, историк и языковед.
- Гильом Бюзак — граф Суассона с 1057 года (по правам жены).
- Маркварт — герцог Каринтии (1073—1076)
- Лебер[англ.] — епископ Камбре (1049—1076), святой Римско-католической церкви.
- Юдит д’Эврё — первая графиня-консорт Сицилии (1072—1080), жена Рожера I